# Ödenäs kyrka
Ödenäs kyrka är en kyrkobyggnad i Ödenäs i Alingsås kommun. Den hör till Ödenäs församling i Skara stift.

## Historia
Den bevarade madonnaskulpturen och vigvattenkaret tyder på att kyrka funnits i socknen redan på medeltiden. Före dagens fanns en träkyrka som i protokoll 1836 sades vara av bristfällig beskaffenhet och för liten.

## Kyrkobyggnaden
Nuvarande kyrkobyggnad uppfördes 1840 efter ritningar av Fredrik Wilhelm Scholander. Den består av ett långhus med ett rakt avslutat kor i öster lika brett som övriga kyrkan. Öster om koret finns en smalare rakt avslutad sakristia. Vid långhusets västra sida finns ett torn med lanternin.
Större delen av originalinredningen är bevarad, där bland annat bänkinredningen är helt intakt från byggnadstiden. Vid 1925 års renovering tillkom en mustig färgsättning med marmoreringar i brunt och grått som utfördes av John Hedaeus. Han dekorerade även taken med kurbitsliknande figurer.   

## Inventarier
- En tronande madonnaskulptur från 1400-talet utförd i ek. Höjd 70 cm.[2]
- Dopfunt, triumfkrucifix och vigvattenskar är också bevarade från medeltiden.
- Altartavlan är målad 1933 av Paul Petersén.

### Orgel
- Orgeln, som är placerad på västra läktaren, har ett verk som tillverkades 1973 av Tostareds Kyrkorgelfabrik. Den har nio stämmor fördelade på två manualer och pedal. Den stumma fasaden ritades av Martin Westerberg och härstammar från 1921 års orgel, byggd 1921 av Olof Hammarberg.[3]

## Övrigt
Vissa kyrkscener i tv-serien Hem till byn spelades in i Ödenäs kyrka.